# Климанов, Евгений Прокофьевич
Евгений Прокофьевич Климанов (1924—1972) — советский хоккеист с мячом и шайбой, вратарь ЦДКА, чемпион мира по хоккею с мячом.

## Карьера
Евгений Климанов — воспитанник детской команды «Метростроя». Играл в футбол за команду «Метрострой» на первенство Москвы. В хоккей с шайбой играл в составе московского «Спартака». В ЦДКА сначала играл в хоккей с шайбой, но через три сезона вернулся в хоккей с мячом. Трижды становился чемпионом СССР.
В 1959 году перешёл в «Урожай» (Перово), а в следующем сезоне после расформирования «Урожая» в «Спартак» (Ногинск). В 1961 году закончил игровую карьеру.
Участник первого чемпионата мира по хоккею с мячом, чемпион мира 1957 года.

## Достижения

### хоккей с шайбой
— вице-чемпион СССР — 1953

### хоккей с мячом
Чемпион СССР: 1954, 1955, 1957 

 Серебряный призёр чемпионата СССР: 1956, 1958 

 Бронзовый призёр чемпионата СССР: 1959
 — чемпион мира — 1957
- Включён в список 22 лучших игроков сезона — 1954, 1955, 1956, 1957